# ۱۳۰۷ (قمری)
۱۳۰۷ قمری، هزار و سیصد و هفتمین سال در تقویم هجری قمری است.

## وقایع
- انتشار اولین شماره روزنامه قانون توسط میرزا ملکم خان در تاریخ اول رجب
- خلق تابلوی حوضخانهٔ عمارت گلستان توسط کمال‌الملک، نقاش نامدار ایرانی
- امضای قرارداد ننگین تالبوت مبنی بر اعطای امتیاز توتون و تنباکو به تالبوت انگلیسی توسط ناصرالدین شاه[۱]